# Goran Ganczew
Goran Ganczew (mac. Горан Ганчев; ur. 4 sierpnia 1983 w Negotinie) – macedoński piłkarz, grający na pozycji środkowego obrońcy.

## Kariera piłkarska

### Kariera klubowa
Rozpoczął karierę piłkarską w klubie Milano Kumanowo. 1 stycznia 2008 roku przeszedł do innego klubu z tego miasta, Bashkimi Kumanowo. Sezon 2007/2008 zakończył z tym zespołem na 10. miejscu. Po sezonie 1 lipca 2008 roku powrócił do drużyny Milano Kumanowo. W sezonie 2008/2009 zdobył z tym zespołem wicemistrzostwo Macedonii. 1 lipca 2009 roku przeszedł w zasadzie wolnego transferu do klubu FK Pelister. Z tym zespołem w sezonie 2009/2010 uplasował się na 4. pozycji. W tym klubie spędził tylko rok, ponieważ 1 lipca 2010 zmienił zespół w zasadzie wolnego transferu na bośniacki FK Željezničar. Jeszcze w trakcie sezonu, 1 lutego 2011 roku, został wypożyczony do Veležu Mostar. W sezonie 2010/2011 z Veležem zajął 13. miejsce, podczas gdy jego macierzysty klub uplasował się na 3. pozycji. Po zakończonym sezonie, 30 czerwca 2011, wrócił z wypożyczenia do Željezničaru, jednak już następnego dnia, 1 lipca, przeszedł w zasadzie wolnego transferu do chorwackiego Interu Zaprešić. W tym zespole spędził jednak tylko pół roku. Inter Zaprešić na koniec sezonu 2011/2012 zajął 15. pozycję. 1 stycznia 2012 roku w zasadzie wolnego transferu przeszedł do indonezyjskiego klubu PSMS Medan. W sezonie 2011/2012 zajął z nim, ostatnie, 12. miejsce, oznaczające spadek. Po sezonie, w styczniu 2013 roku, przeszedł do zespołu Persebaya Surabaya. W sezonie 2013 uplasował się z ta drużyną na 5. miejscu, jednak jego klub później został zdyskwalifikowany. 1 stycznia 2014 roku zmienił zespół na Busaiteen Club z Bahrajnu, w którym spędził tylko pół roku. Z tą drużyną sezon 2013/2014 zakończył na 5. pozycji. 1 lipca 2014 roku w zasadzie wolnego transferu wrócił do swojego byłego klubu, FK Pelister. W nim również grał tylko 6 miesięcy, ponieważ już 1 stycznia 2015 roku podpisał kontrakt z indonezyjskim klubem Semen Padang. Potem występował w klubach Pusamania Borneo, Arema FC i Persegres Gresik United. Latem 2017 wrócił do ojczyzny, gdzie potem bronił barw klubu Akademija Pandew

### Kariera reprezentacyjna
Występował w młodzieżowej reprezentacji Macedonii.